# 하타씨 (무가)
하타씨(일본어: 波多氏)는 히젠국 일본 마쓰라 지방의 마쓰라토 일족이다.